# Хэундэгу

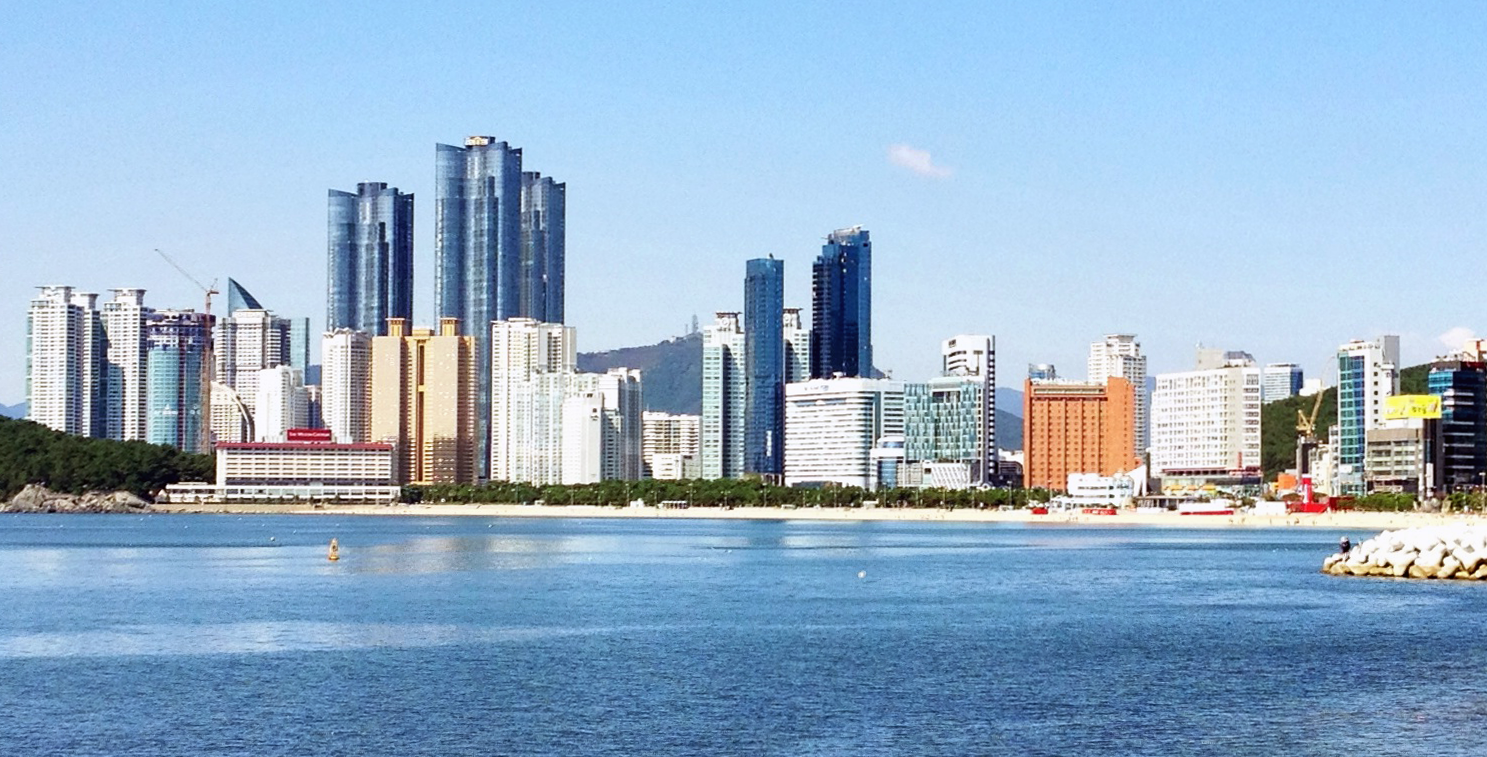

Хэундэгу́ (кор. 해운대구?, 海雲臺區?, новая романизация корейского языка: Haeundae-gu) — административный район в восточной части города-метрополии Пусан (Республики Корея). Обладает статусом самоуправления. Территория этого района стала частью Пусана в 1976 году и получила статус муниципального района в 1980 году. В Хэундэ-гу много пляжей, которое привлекает десятки тысяч туристов в летний период, в том числе Хэундэ.

## Административное деление
- У 1(иль)-дон
- У 2(и)-дон
- Чун 1(иль)-дон
- Чун 2(и)-дон
- Чва 1(иль)-дон
- Чва 2(и)-дон
- Чва 3(сам)-дон
- Чва 4(са)-дон
- Сонджон-дон
- Панё 1(иль)-дон
- Панё 2(и)-дон
- Панё 3(сам)-дон
- Панё 4(са)-дон
- Пансон 1(иль)-дон
- Пансон 2(и)-дон
- Пансон 3(сам)-дон
- Чэсон 1(иль)-дон
- Чэсон 2(и)-дон